# St. Croix River (Nova Scotia)
St. Croix River är ett vattendrag i Kanada.   Det ligger i provinsen Nova Scotia, i den sydöstra delen av landet, 900 km öster om huvudstaden Ottawa.
I omgivningarna runt St. Croix River växer i huvudsak blandskog. Runt St. Croix River är det glesbefolkat, med 11 invånare per kvadratkilometer.